# J. J. O'Brien
Pour les articles homonymes, voir O'Brien.
Jaleel "J. J." O'Brien, né le 8 avril 1992 à Rancho Cucamonga, Californie, est un joueur américain de basket-ball. Il évolue aux postes d'ailier et d'ailier fort.

## Biographie

### Carrière universitaire
Il passe sa première année universitaire à l'université de l'Utah où il joue pour les Utes. Puis, entre 2012 et 2015, il part à l'université d'État de San Diego où il joue pour les Aztecs.

### Carrière professionnelle
Le 25 juin 2015, lors de la draft 2015 de la NBA, automatiquement éligible, il n'est pas sélectionné. Il participe aux NBA Summer League 2015 de Las Vegas et de Salt Lake City avec le Jazz de l'Utah. Le 28 août 2015, il signe un contrat de plusieurs années avec le Jazz de l'Utah. Le 13 octobre 2015, il est libéré par le Jazz. Le 2 novembre 2015, il est sélectionné par le Stampede de l'Idaho en D-League. Le 16 janvier 2016, il signe un contrat de dix jours avec le Jazz. Le 26 janvier 2016, il réintègre l'effectif du Stampede.
En juillet 2016, O'Brien participe à la NBA Summer League 2016 de Salt Lake City avec le Jazz de l'Utah et à celle de Las Vegas avec les Nets de Brooklyn. Le 8 septembre 2016, il signe avec les Bucks de Milwaukee pour participer au camp d'entraînement et tenter de faire sa place parmi les quinze joueurs retenus.
Le 22 juillet 2019, J. J. O'Brien quitte le club du BC Astana et rejoint l'AS Monaco pour la saison 2019-2020 de Pro A. Il prolonge pour une saison supplémentaire le 16 juillet 2020.
En novembre 2022, O'Brien rejoint Nanterre 92 où il pallie l'absence sur blessure de Miralem Halilović.

## Palmarès
- NBA D-League All-Rookie Team (2016)
- First-team All-MWC (2015)
- MWC All-Defensive Team (2015)
- Vainqueur de l'EuroCoupe de basket-ball 2020-2021 avec l'AS Monaco

## Statistiques

### Universitaires
Les statistiques en matchs universitaires de J. J. O'Brien sont les suivantes :
| Saison    | Équipe          | Matchs | Titul. | Min./m | % Tir | % 3pts | % LF | Rbds/m. | Pass/m. | Int/m. | Ctr/m. | Pts/m. |
| --------- | --------------- | ------ | ------ | ------ | ----- | ------ | ---- | ------- | ------- | ------ | ------ | ------ |
| 2010-2011 | Utah            | 22     | 21     | 27,7   | 40,8  | 11,1   | 59,2 | 5,45    | 1,23    | 0,45   | 0,18   | 6,23   |
| 2012-2013 | San Diego State | 34     | 33     | 27,0   | 52,6  | 20,0   | 45,1 | 4,44    | 1,50    | 0,91   | 0,41   | 7,24   |
| 2013-2014 | San Diego State | 35     | 35     | 27,9   | 45,9  | 27,8   | 64,4 | 4,66    | 1,09    | 0,69   | 0,34   | 7,83   |
| 2014-2015 | San Diego State | 36     | 36     | 32,9   | 46,6  | 31,4   | 64,5 | 5,19    | 2,44    | 1,42   | 0,19   | 10,25  |
| Total     | Total           | 127    | 125    | 29,0   | 47,0  | 25,0   | 60,3 | 4,89    | 1,61    | 0,91   | 0,29   | 8,08   |

### Professionnelles

#### Saison régulière NBA
| Saison    | Équipe | Matchs | Titul. | Min./m | % Tir | % 3pts | % LF | Rbds/m. | Pass/m. | Int/m. | Ctr/m. | Pts/m. |
| --------- | ------ | ------ | ------ | ------ | ----- | ------ | ---- | ------- | ------- | ------ | ------ | ------ |
| 2015-2016 | Utah   | 2      | 0      | 3,1    | 0,0   | 0,0    | 0,0  | 0,50    | 0,00    | 0,50   | 0,00   | 0,00   |
| Total     | Total  | 2      | 0      | 3,1    | 0,0   | 0,0    | 0,0  | 0,50    | 0,00    | 0,50   | 0,00   | 0,00   |

#### Saison régulière D-League
| Saison    | Équipe | Matchs | Titul. | Min./m | % Tir | % 3pts | % LF | Rbds/m. | Pass/m. | Int/m. | Ctr/m. | Pts/m. |
| --------- | ------ | ------ | ------ | ------ | ----- | ------ | ---- | ------- | ------- | ------ | ------ | ------ |
| 2015-2016 | Idaho  | 46     | 44     | 36,0   | 48,9  | 29,9   | 73,5 | 5,24    | 2,78    | 1,50   | 0,30   | 14,13  |
| Total     | Total  | 46     | 44     | 36,0   | 48,9  | 29,9   | 73,5 | 5,24    | 2,78    | 1,50   | 0,30   | 14,13  |

## Vie privée
O'Brien est le fils de Catherine O'Brien, une professeure qui a joué au basket-ball à l'université de Notre Dame. Il a deux sœurs, Noelle et Malika.